# Określoność formy
Określoność formy – właściwość formy kwadratowej {\displaystyle Q(\mathbf {x} )} określonej na rzeczywistej przestrzeni liniowej {\displaystyle V}.
- Jeżeli forma przyjmuje wartości tego samego znaku dla wszystkich punktów {\displaystyle \mathbf {x} } przestrzeni liniowej, to nazywa się ją określoną.
- Jeżeli forma przyjmuje wartości tego samego znaku albo zeruje się dla niektórych punktów {\displaystyle \mathbf {x} } przestrzeni liniowej, to nazywa się ją półokreśloną.
- Jeżeli forma przyjmuje dla jednych punktów {\displaystyle \mathbf {x} } wartości dodatnie, a dla innych ujemne, to nazywa się ją nieokreśloną.

## Rodzaje form określonych
Spośród form określonych i półokreślonych wyróżnia się następujące typy:
jeżeli dla każdego {\displaystyle \mathbf {x} \neq \mathbf {0} } jest
- {\displaystyle Q(\mathbf {x} )>0} – formę nazywa się dodatnio określoną (dodatnia),
- {\displaystyle Q(\mathbf {x} )<0} – formę nazywa się ujemnie określoną (ujemna),
- {\displaystyle Q(\mathbf {x} )\geqslant 0} – formę nazywa się nieujemnie określoną (nieujemna; dodatnio półokreślona),
- {\displaystyle Q(\mathbf {x} )\leqslant 0} – formę nazywa się niedodatnio określoną (niedodatnia; ujemnie półokreślona).

Uwaga: Znaki elementów macierzy nie mają bezpośredniego związku z określonością macierzy (patrz przykłady poniżej).

## Macierze odpowiadające formom
(1) Formie kwadratowej {\displaystyle Q}(i zapisanej w postaci symetrycznej – patrz niżej) zdefiniowanej na przestrzeni n-wymiarowej można przypisać macierz w następujący sposób
{\displaystyle Q(\mathbf {x} )\equiv Q(x_{1},\dots ,x_{n})=\sum _{i=1}^{n}\sum _{j=1}^{n}a_{ij}{x_{i}}{x_{j}}=\mathbf {x} ^{\text{T}}A\,\mathbf {x} ,}
gdzie {\displaystyle \mathbf {x} =[x_{1},\dots ,x_{n}]} jest dowolnym wektorem o {\displaystyle n} współrzędnych {\displaystyle x_{1},\dots ,x_{n},} takich że nie wszystkie współrzędne są równe zeru; indeks górny {\displaystyle ^{\mathrm {T} }} oznacza transpozycję; {\displaystyle A=[a_{ij}]} oznacza macierz symetryczną {\displaystyle n\times n.}
Uwaga: Zakłada się, że forma ma postać symetryczną, tj. {\displaystyle a_{ij}=a_{ji}.} Jeżeli by tak nie było, to łatwo nadać formie postać symetryczną zastępując współczynniki formy {\displaystyle a_{ij},a_{ji}} przez ich średnie arytmetyczne, tj. przyjmując
{\displaystyle a'_{ij}=a'_{ji}=(a_{ij}+a_{ji})/2.}
Przy takiej zamianie forma nie ulegnie zmianie, a tylko przegrupowane zostają jej wyrazy.
(2) Macierz {\displaystyle A} jest
- diagonalna, gdy forma zawiera wyłącznie wyrazy z kwadratami zmiennych,
- ma wyrazy pozadiagonalne, gdy forma zawiera składniki z iloczynami dwóch różnych zmiennych.

(3) Def. Macierze formy nazywa się macierzami określonymi/nieokreślonymi itd. jeżeli odpowiadają formom określonym/nieokreślonym itd.

## Formy zdegenerowane/niezdegenerowane
Def. 1. Formę nazywamy zdegenerowaną, jeżeli jest równa zero dla wszystkich wartości {\displaystyle \mathbf {x} .}
Def. 2. Formę nazywamy niezdegenerowaną, jeżeli istnieje choć jedna wartość {\displaystyle \mathbf {x} ,} dla której forma jest różna od zera.
Tw. 1. Forma jest zdegenerowana, jeżeli wyznacznik macierzy formy jest równy zeru.

## Formy dwuliniowe
Tw. 2. Każdej formie kwadratowej {\displaystyle Q(x)} odpowiada wzajemnie jednoznacznie symetryczna forma dwuliniowa {\displaystyle B(x,x)} określona na tej samej przestrzeni, tak że zachodzą związki
{\displaystyle Q(x)=B(x,x),}
{\displaystyle B(x,y)=B(y,x)={\tfrac {1}{2}}(Q(x+y)-Q(x)-Q(y)).}
Def. 3. Formę symetryczną dwuliniową nazywa się określoną, nieokreśloną, półokreśloną itd. odpowiednio do odpowiadającej jej formy kwadratowej.
Tw. 3. Jeżeli forma kwadratowa {\displaystyle Q} jest zadana za pomocą symetrycznej formy dwuliniowej {\displaystyle B(\mathbf {x} ,\mathbf {y} )} wzorem
{\displaystyle Q(\mathbf {x} )=B(\mathbf {x} ,\mathbf {x} ),}
to macierze tych form są równe.
Wynika stąd, że ma sens mówienie nie tylko o określoności (lub jej braku) macierzy form kwadratowych, ale i o określoności dowolnych form dwuliniowych symetrycznych.
Każda macierz kwadratowa może więc być macierzą pewnej formy kwadratowej bądź dwuliniowej symetrycznej.

## Twierdzenie o dodatniej określoności
Forma kwadratowa o współczynnikach rzeczywistych lub zespolonych zapisana w postaci symetrycznej jest dodatnio określona, jeżeli wszystkie minory główne jej macierzy, obliczane po przekątnej od lewego rogu, są dodatnie. Np. macierz
{\displaystyle \mathbf {Q} ={\begin{bmatrix}q_{11}&q_{12}&q_{13}\\q_{21}&q_{22}&q_{23}\\q_{31}&q_{32}&q_{33}\end{bmatrix}}}
będzie dodatnio określona, jeżeli:
{\displaystyle {\begin{vmatrix}q_{11}&q_{12}&q_{13}\\q_{21}&q_{22}&q_{23}\\q_{31}&q_{32}&q_{33}\end{vmatrix}}>0,\;{\begin{vmatrix}q_{11}&q_{12}\\q_{21}&q_{22}\end{vmatrix}}>0,\;q_{11}>0.}
Twierdzenie powyższe można zastosować do:
- sprawdzenia, czy dana macierz jest dodatnio określona
  - np. stosując do Przykładów 1, 2 – poniżej widać natychmiast, że macierz P jest określona dodatnio, a macierz N – nie,
- nałożenia warunków, ograniczających możliwe rozwiązania (np. L. Landau, J. Lifszyc, Teoria pola, s. 286).

## Przykłady
Poniższe przykłady pokazują, że znaki elementów macierzy nie mają bezpośredniego związku z określonością macierzy.
Przykład 1. Macierz rzeczywista, symetryczna, dodatnio określona
{\displaystyle \mathbf {P} ={\begin{bmatrix}2&-1&0\\-1&2&-1\\0&-1&2\end{bmatrix}}}
Dowód: Dla dowolnej macierzy kolumnowej {\displaystyle X={\begin{bmatrix}x\\y\\z\end{bmatrix}}} jest
{\displaystyle {\begin{aligned}\\\mathbf {X} \,\mathbf {P} \,\mathbf {X} ^{T}&={\begin{bmatrix}x&y&z\end{bmatrix}}{\begin{bmatrix}2&-1&0\\-1&2&-1\\0&-1&2\end{bmatrix}}{\begin{bmatrix}x\\y\\z\end{bmatrix}}\\&={\begin{bmatrix}2x-y&-x+2y-z&-y+2z\end{bmatrix}}{\begin{bmatrix}x\\y\\z\end{bmatrix}}\\&={\begin{matrix}2x^{2}-xy-xy+2y^{2}-yz-yz+2z^{2}.\end{matrix}}\end{aligned}}}
Oznacza to, że odpowiadająca tej macierzy forma kwadratowa {\displaystyle P} ma wzór
{\displaystyle P(\mathbf {x} )=2x^{2}-2xy+2y^{2}-2yz+2z^{2}=x^{2}+(x-y)^{2}+(y-z)^{2}+z^{2},}
gdzie {\displaystyle \mathbf {x} =(x,y,z).} Widać stąd, że forma {\displaystyle P(\mathbf {x} )} jest nieujemna, gdyż dana jest jako suma kwadratów, a ta nie jest nigdy mniejsza od zera. Ponadto forma ta jest niezdegenerowana, gdyż zeruje się tylko, gdy {\displaystyle \mathbf {x} =\mathbf {0} .} Forma {\displaystyle P(\mathbf {x} )} jest więc dodatnio określona, cnd.
Uwaga:
Dodatnią określoność łatwo stwierdzić, licząc minory główne (por. Twierdzenie powyżej lub Kryterium Sylvestera).
Przykład 2. Macierz rzeczywista, symetryczna, określona niedodatnio
{\displaystyle \mathbf {N} ={\begin{bmatrix}-1&-1&1\\-1&-2&0\\1&0&-2\end{bmatrix}}.}
Dowód: Wykonując obliczenia jak w Przykładzie 1 łatwo przekonać się, że odpowiadająca tej macierzy forma kwadratowa {\displaystyle N} ma postać
{\displaystyle N(\mathbf {x} )=-x^{2}-2xy+2xz-2y^{2}-2z^{2}=-(x+y-z)^{2}-(y+z)^{2},}
gdzie {\displaystyle \mathbf {x} =(x,y,z).} Z postaci formy widać, że jest niedodatnia i przyjmuje zero wyłącznie dla {\displaystyle \mathbf {x} =(-2t,t,-t),} gdzie {\displaystyle t\in \mathbb {R} .} Dlatego forma {\displaystyle N(\mathbf {x} )} jest niedodatnio określona, cnd.
Uwaga, przekształcenie wzoru formy kwadratowej, do postaci sumy bądź różnicy kwadratów, nie jest najprostszym sposobem badania określoności formy, w wielu przypadkach może okazać się pomocne Kryterium Sylvestera.
Przykład 3. Macierz rzeczywista, symetryczna, nieokreślona
{\displaystyle \mathbf {Q} ={\begin{bmatrix}1&3&-2\\3&-2&0\\-2&0&1\end{bmatrix}}.}
Dowód: Można sprawdzić bezpośrednim rachunkiem, że macierzy {\displaystyle \mathbf {Q} } odpowiada forma kwadratowa
{\displaystyle Q(\mathbf {x} )=x^{2}-2y^{2}+z^{2}+6xy-4xz,}
gdzie {\displaystyle \mathbf {x} =(x,y,z),}
Forma ta jest nieokreślona, gdyż
- przyjmuje wartości zarówno dodatnie, jak i ujemne, np.:
  1. jeśli {\displaystyle \mathbf {x} =(0,1,1),} to {\displaystyle Q(\mathbf {x} )=-1,}
  2. jeśli {\displaystyle \mathbf {x} =(2,1,0),} to {\displaystyle Q(\mathbf {x} )=14,}

- jest niezdegenerowana, tj. dla wszystkich {\displaystyle \mathbf {x} \neq \mathbf {0} } jest {\displaystyle Q(\mathbf {x} )\neq 0.}

Przykład 4. Macierz jednostkowa w przestrzeni rzeczywistej lub zespolonej – jest dodatnio określona.
(1) Macierz jednostkowa {\displaystyle I={\begin{bmatrix}1&0\\0&1\end{bmatrix}}} jest określona dodatnio. Jeśli jest to macierz formy określonej na przestrzeni rzeczywistej, to dla dowolnych wektorów mamy
{\displaystyle X^{\textsf {T}}IX={\begin{bmatrix}x&y\end{bmatrix}}{\begin{bmatrix}1&0\\0&1\end{bmatrix}}{\begin{bmatrix}x\\y\end{bmatrix}}=x^{2}+y^{2}.}
(2) Jeśli jest to macierz formy określonej na przestrzeni zespolonej, to dla dowolnego wektora zespolonego mamy
{\displaystyle X^{\mathrm {H} }IX={\begin{bmatrix}x^{*}&y^{*}\end{bmatrix}}{\begin{bmatrix}1&0\\0&1\end{bmatrix}}{\begin{bmatrix}x\\y\end{bmatrix}}=x^{*}x+y^{*}y=|x|^{2}+|y|^{2}.}
Ponieważ wektor jest niezerowy, to {\displaystyle x} albo {\displaystyle y} musi być niezerowe, więc macierz jest dodatnio określona.

## Twierdzenia
(1) Wszystkie formy dodatnio/ujemnie określone na tej samej przestrzeni wymiaru {\displaystyle n} są równoważne formie kwadratowej diagonalnej, składającej się z sumy {\displaystyle n} kwadratów.
(2) Określoność formy nie zależy od wyboru współrzędnych (choć postać formy zależy od wyboru współrzędnych). Oznacza to, że wszystkie wartości własne dodatnio określonej formy są dodatnie.
(3) Wynika stąd, że formy/macierze dodatnio określone są:
- nieosobliwe, tzn. mają niezerowy wyznacznik (będący iloczynem wszystkich wartości własnych),
- a zatem odwracalne,
- ponadto forma/macierz odwrotna do danej też jest dodatnio określona[c],
- suma form/macierzy dodatnio określonych także jest dodatnio określona[d].

(4) Analogiczne twierdzenia są słuszne dla macierzy ujemnie określonych.
(5) Ponadto słuszne są twierdzenia:
- symetryczna[e] macierz dodatnio określona {\displaystyle \mathbf {A} } ma rozkład Choleskiego, tzn. istnieje macierz odwracalna {\displaystyle \mathbf {L} ,} dla której {\displaystyle \mathbf {A} =\mathbf {LL} ^{\mathrm {T} }} (symetria i dodatnia określoność – to warunki konieczne i dostateczne),
- dla nieosobliwej/odwracalnej macierzy rzeczywistej {\displaystyle \mathbf {A} } iloczyny {\displaystyle \mathbf {A} ^{\mathrm {T} }\mathbf {A} } oraz {\displaystyle \mathbf {AA} ^{\mathrm {T} }} są dodatnio określone[f],
- wynika stąd, że dodatnio określona jest forma/macierz jednostkowa[g],
- wszystkie wartości własne formy/macierzy zerowej są równe zeru, dlatego jest ona jednocześnie określona nieujemnie i niedodatnio – jest to jedyna forma/macierz o tej własności.